# Jonas Welin
Jonas Welin, född 1988 är en svensk skulptör, illustratör och konstnär född och verksam i Västerås. Jonas Welin är utbildad på Dômen Konstskolas skulpturlinje och HDK-Valand med en kandidatexamen i design.

## Utställning i urval
- Västmanlandsrummet, 2024[2]
- Tro’t om du vill, Grupputställning, Skulpturparken i Ängelsberg, 2021[3]
- Återvändarna, Grupputställning, Västerås Konsthall, 2020[4]